# Ine Marie Eriksen Søreide

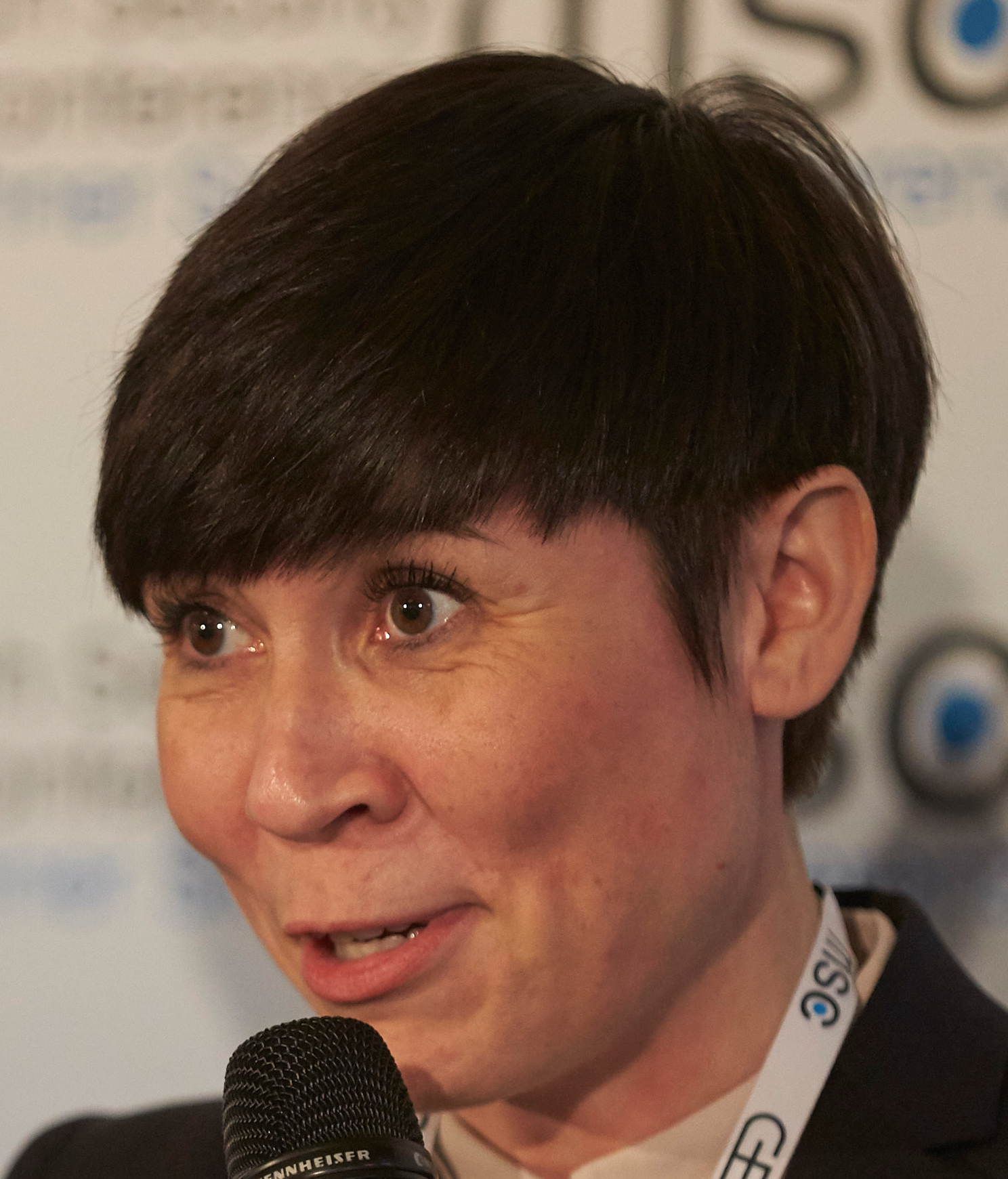
Ine Marie Eriksen Søreide während der Münchner Sicherheitskonferenz 2016

Ine Marie Eriksen Søreide (* 2. Mai 1976 in Lørenskog) ist eine norwegische Politikerin der konservativen Partei Høyre. Seit 2001 ist sie Abgeordnete im Storting. Von Oktober 2013 bis Oktober 2017 war sie die Verteidigungsministerin ihres Landes, von Oktober 2017 bis Oktober 2021 war sie der erste weibliche Außenminister Norwegens.

## Leben
Eriksen Søreide studierte ab 1995 Jura an der Universität Tromsø. In dieser Zeit wurde sie Mitglied der Konservativen Partei Høyre und engagierte sich in der Lokalpolitik. Von 2000 bis 2004 war sie Vorsitzende der Parteijugend Unge Høyre. Zudem ist sie Mitglied im Parteivorstand von Høyre.
Bei der Parlamentswahl 2001 gelang Søreide der direkte Einzug in das norwegische Nationalparlament Storting nicht. Sie wurde stattdessen Vararepresentantin, also Ersatzabgeordnete. Als solche kam sie für die gesamte Legislaturperiode zum Einsatz, da ihr Parteikollege Per-Kristian Foss als Mitglied der Regierung sein Mandat ruhen lassen musste. Søreide wurde Mitglied im Kirchen-, Bildungs- und Forschungsausschuss. Bei der Wahl 2005 erhielt sie schließlich ein direktes Mandat im Wahlkreis Oslo. Nun wurde sie Vorsitzende des Kirchen-, Bildungs- und Forschungsausschusses. Im Anschluss an die Stortingswahl 2009 übernahm sie den Vorsitz des Außen- und Verteidigungsausschusses.
Am 16. Oktober 2013 wurde sie zur Verteidigungsministerin in der Regierung Solberg ernannt. Da sie zuvor erneut ins Parlament eingezogen war, sie als Mitglied der Regierung ihr Mandat jedoch ruhen lassen musste, wurde sie fortan von Heidi Nordby Lunde vertreten. Am 20. Oktober 2017 wechselte Søreide ins Außenministerium und sie wurde die erste Frau des Landes, die den Außenministerposten bekleidete. Im Anschluss an die Wahl 2017 übernahm Mathilde Tybring-Gjedde die Vertretung im Storting. Ihre Amtszeit als Außenministerin endete mit dem Abtritt der Regierung Solberg am 14. Oktober 2021.
Nachdem sie als Regierungsmitglied ihr Mandat im Parlament hatte ruhen lassen müssen, kehrte Søreide im Oktober 2021 in das Storting zurück. Dort wurde sie Vorsitzende des Außen- und Verteidigungsausschusses.

## Besonderes
Eriksen Søreide forderte in einem Interview nach der Annexion der Krim durch Russland 2014 höhere Rüstungsanstrengungen aller europäischen NATO-Staaten. Sie äußerte im April 2014, Norwegen sei besonders wegen seiner knapp 200 Kilometer langen gemeinsamen Grenze mit Russland gefährdet.
Eriksen Søreide ist seit 2006 mit dem konservativen Politiker Øystein Eriksen Søreide verheiratet.